# Charles Bell
Sir Charles Bell (listopad 1774, Edinburgh – 28. dubna 1842, North Hallow, Worcestershire) byl skotský anatom, chirurg a přírodní teolog. Jeho otec byl duchovní skotské biskupské církve, který zemřel, když Bell byl malé dítě. Jeden z jeho tří starších bratrů byl John Bell (1763–1820), lékař a spisovatel.

## Inspirace
Když se po roce 1840 objevily se první teorie portrétu, Marcus Aurelius Root se inspiroval dílem švédského vědce Emanuela Swedenborga a anatomickými studiemi Charlese Bella. Požadoval, aby portrét ukazoval duši zobrazeného. Bostonský daguerrotypista Albert Sands Southworth (1811–1894) v roce 1871 jeho myšlenku ještě rozšířil: požadoval, aby byl charakter člověka patrný hned při prvním pohledu na fotografii, v níž by měl být zachycen nejlepší výraz, jakého je portrétovaný schopen.